# Dasineura turionum
Dasineura turionum är en tvåvingeart som först beskrevs av Jean-Jacques Kieffer och Alessandro Trotter 1904.  Dasineura turionum ingår i släktet Dasineura och familjen gallmyggor. Inga underarter finns listade i Catalogue of Life.